# Sainte-Foy (Landes)
Sainte-Foy é uma comuna francesa na região administrativa da Nova Aquitânia, no departamento de Landes. Estende-se por uma área de 9,1 km². Em 2010 a comuna tinha 260 habitantes (densidade: 28,6 hab./km²).